# Zona Fafan
Fafan (en somali: Faafan) és una de les nou zones de la regió somali d'Etiòpia. Abans se la coneixia com la zona de Jijiga, dita així per la seua ciutat més gran. Altres pobles i ciutats d'aquesta zona són Harshin, Awbare, Derwernache, Kebri Beyah, Tuli Gulled i Hart Sheik. Fafan limita al sud amb Jarar, al sud-oest amb Nogob, a l'oest amb la regió d'Oròmia, al nord amb Sitti, i a l'est amb Somalilàndia.

## Demografia
D'acord amb el cens del 2014 fet per l'Agència Central d'Estadística d'Etiòpia, la zona de Fafan té una població total de 790.794 habitants, dels quals 616.810 són hòmens i 541.4794 dones.
D'acord amb el cens de 2007, l'àrea té 203.588 habitants (21,04% en són urbans), i hi ha un 11,59% de pastors entre la població rural. Els dos grups ètnics més grans de Jijiga són els somalis (95,6%) i els amhares (1,83%); tots els altres grups ètnics constitueixen el 2,57% de la població. L'idioma somali és parlat com a primera llengua pel 95,51%, l'amhàric pel 2,1% i l'oromo pel 1,05%; el 1,34% restant parlava altres idiomes primaris reportats. El 96,86% de la població va dir ser musulmana, i el 2,11% practicaven el cristianisme ortodox. Hi ha tres assentaments a la zona per a refugiats de Somàlia, amb 40.060 persones registrades.
El cens del 1997 reportà una població total per a aquesta regió de 813.200 habitants repartits en 138.679 llars, dels quals 425.581 eren hòmens i 387.619 dones; 155.891 dels quals (19,17% de la població) vivien en ciutats. Els tres grups ètnics més grans reportats a Fafan eren somalis (87,51%), oromos (7,49%) i amhares (2,13%); els altres grups ètnics en constitueixen el 2,87% restant. El somali era parlat pel 90,23% dels habitants, el 6,68% parlaven oromo i el 2,81% amhàric; el 0,28% restant parlava altres idiomes primaris reportats. Solament 61.293 persones (7,54%) estaven alfabetitzades.
Segons un memoràndum del Banc Mundial del 24 de maig de 2004, el 7% dels habitants de Fafan tenen accés a l'electricitat. Aquesta zona té una densitat viària de 30,5 km per cada 1.000 km²; la llar rural mitjana té 1,3 ha de terra (en comparança amb la mitjana estatal d'1,01 ha de terra i una mitjana de 2,25 ha per a les regions pastorals) i l'equivalent a 1,0 caps de ramat. El 28,2% de la població té treballs no relacionats amb l'agricultura, en comparança amb la mitjana estatal del 25% la regional del 28%. El 21% dels xiquets i xiquetes que en tenen els requisits estan matriculats en l'escola primària i el 9% en les secundàries. El 74% de la zona està exposada a la malària, i no cap a la mosca tse-tse. El memoràndum donava a aquesta zona una qualificació de risc de sequera del 386. El 2006, l'àrea de Fafan va patir deforestació a causa de la producció de carbó vegetal.

## Districtes
Segons el Cens de Població d'Etiòpia 2014 de tots els districtes, Awbare n'és el més habitat:
|    | Nom del districte | Població |
| -- | ----------------- | -------- |
| 1. | Awbare            | 405,161  |
| 2. | Jijiga            | 334,674  |
| 3. | Kebri Beyah       | 197,821  |
| 4. | Harshin           | 95,742   |
| 5. | Tuli Guled        | 92,065   |
| 6. | Gursum            | 32,846   |